# Bulgarischer Fußballpokal 2005/06
Der Bulgarischer Fußballpokal 2005/06 war die 66. Austragung des Pokalwettbewerbs im Fußball in Bulgarien. Pokalsieger wurde ZSKA Sofia. Das Team setzte sich im Finale gegen Tscherno More Warna durch. Durch den Sieg qualifizierte sich ZSKA für den UEFA-Pokal 2006/07.

## Modus
In allen Runden wurden die Begegnungen in einem Spiel entschieden. Bei unentschiedenem Ausgang gab es eine Verlängerung von zweimal 15 Minuten und gegebenenfalls ein Elfmeterschießen.

## Teilnehmer
| A Grupa (15) | B Grupa (28) | B Grupa (28) | W Grupa (4)                                                                      |
| --- | --- | --- | -------------------------------------------------------------------------------- |
| - Belasiza Petritsch - Beroe Stara Sagora - Botew Plowdiw - Lewski Sofia - Litex Lowetsch - Lokomotive Plowdiw - Lokomotive Sofia - Marek Dupniza - PFC Naftex Burgas - Pirin 1922 Blagoewgrad - Rodopa Smoljan - Slawia Sofia - Tscherno More Warna - Wichren Sandanski - ZSKA Sofia | 000Gruppe West - FC Balkan Botewgrad - Belite Orli Plewen - FC Conegliano German - Etar Weliko Tarnowo - FC Hebar Pasardschik - Jantra Gabrowo - Lokomotive Mesdra - Minjor Bobow Dol - Minjor Pernik - PFK Montana - FC Pirin Goze Deltschew - FK Spartak Plewen - Rilski Sportist Samokow - Widima-Rakowski Sewliewo | 000Gruppe Ost - FK Chaskowo - PFC Dobrudscha Dobritsch - FC Dunaw Russe - Kaliakra Kawarna - FK Mariza Plowdiw - AKB Minjor Radnewo - PFK Nessebar - PFK Pomorie - Sagorez Nowa Sagora - FK Schumen 2001 - OFK Sliwen 2000 - Spartak Plowdiw - Spartak Warna - Swetkawiza Targowischte | - Arkus Ljaskowez - Benkowski Kostinbrod - FK Suworowo - FC Tschernomorez Burgas |

## 1. Runde
Teilnehmer: Vier Drittligisten und alle 28 Zweitligisten.
| Datum      |                               | Ergebnis              |                               |
| ---------- | ----------------------------- | --------------------- | ----------------------------- |
| 25.10.2005 | PFK Nessebar (II)             | 2:1                   | Etar Weliko Tarnowo (II)      |
| 25.10.2005 | Minjor Bobow Dol (II)         | 1:0                   | PFC Dobrudscha Dobritsch (II) |
| 26.10.2005 | FK Spartak Plewen (II)        | 4:1                   | Sagorez Nowa Sagora (II)      |
| 26.10.2005 | FC Balkan Botewgrad (II)      | 0:2                   | AKB Minjor Radnewo (II)       |
| 26.10.2005 | FK Suworowo (III)             | 1:4                   | Spartak Plowdiw (II)          |
| 26.10.2005 | FC Pirin Goze Deltschew (II)  | 2:0                   | Spartak Warna (II)            |
| 26.10.2005 | FK Chaskowo (II)              | 2:0                   | PFK Montana (II)              |
| 26.10.2005 | Minjor Pernik (II)            | 1:0                   | FK Mariza Plowdiw (II)        |
| 26.10.2005 | PFK Pomorie (II)              | 2:1                   | Swetkawiza Targowischte (II)  |
| 26.10.2005 | FC Conegliano German (II)     | 5:0                   | Lokomotive Mesdra (II)        |
| 26.10.2005 | Rilski Sportist Samokow (II)  | 2:1                   | FC Dunaw Russe (II)           |
| 26.10.2005 | Arkus Ljaskowez (III)         | 0:0 n. V. (3:1 i. E.) | OFK Sliwen 2000 (II)          |
| 26.10.2005 | FC Hebar Pasardschik (II)     | 0:0 n. V. (2:4 i. E.) | Widima-Rakowski Sewliewo (II) |
| 26.10.2005 | FK Schumen 2001 (II)          | 5:0                   | Kaliakra Kawarna (II)         |
| 26.10.2005 | Belite Orli Plewen (II)       | 2:4                   | Jantra Gabrowo (II)           |
| 02.11.2005 | FC Tschernomorez Burgas (III) | 4:1                   | Benkowski Kostinbrod (III)    |

## 2. Runde
Teilnehmer: Die 16 Sieger der 1. Runde und die 15 Erstligisten.
| Datum      |                               | Ergebnis              |                              |
| ---------- | ----------------------------- | --------------------- | ---------------------------- |
| 09.11.2005 | Lokomotive Plowdiw (I)        | 1:2                   | Marek Dupniza (I)            |
| 09.11.2005 | FK Spartak Plewen (II)        | 4:1                   | Spartak Plowdiw (II)         |
| 09.11.2005 | Rilski Sportist Samokow (II)  | 1:0                   | Slawia Sofia (I)             |
| 09.11.2005 | Pirin 1922 Blagoewgrad (I)    | 2:1                   | Lokomotive Sofia (I)         |
| 09.11.2005 | PFK Nessebar (II)             | 0:2 n. V.             | Rodopa Smoljan (I)           |
| 09.11.2005 | Minjor Pernik (II)            | 1:2                   | Beroe Stara Sagora (I)       |
| 09.11.2005 | Widima-Rakowski Sewliewo (II) | 3:1                   | Minjor Bobow Dol (II)        |
| 09.11.2005 | FC Tschernomorez Burgas (III) | 1:1 n. V. (4:5 i. E.) | PFC Naftex Burgas (I)        |
| 09.11.2005 | Jantra Gabrowo (II)           | 0:1                   | AKB Minjor Radnewo (II)      |
| 09.11.2005 | Arkus Ljaskowez (III)         | 2:0                   | FC Pirin Goze Deltschew (II) |
| 10.11.2005 | FC Conegliano German (II)     | 0:2                   | Litex Lowetsch (I)           |
| 10.11.2005 | PFK Pomorie (II)              | 0:0 n. V. (4:5 i. E.) | FK Schumen 2001 (II)         |
| 11.11.2005 | Belasiza Petritsch (I)        | 1:2                   | ZSKA Sofia (I)               |
| 11.11.2005 | FK Chaskowo (II)              | 0:2                   | Lewski Sofia (I)             |
| 30.11.2005 | Botew Plowdiw (I)             | 1:1 n. V. (3:4 i. E.) | Wichren Sandanski (I)        |
|            | Tscherno More Warna (I)       | Freilos               |                              |

## Achtelfinale
| Datum      |                               | Ergebnis  |                            |
| ---------- | ----------------------------- | --------- | -------------------------- |
| 10.12.2005 | Arkus Ljaskowez (III)         | 0:4       | PFC Naftex Burgas (I)      |
| 10.12.2005 | Rodopa Smoljan (I)            | 0:2 n. V. | Pirin 1922 Blagoewgrad (I) |
| 10.12.2005 | Widima-Rakowski Sewliewo (II) | 0:1 n. V. | Beroe Stara Sagora (I)     |
| 10.12.2005 | FK Schumen 2001 (II)          | 3:0       | FK Spartak Plewen (II)     |
| 10.12.2005 | Rilski Sportist Samokow (II)  | 5:0       | AKB Minjor Radnewo (II)    |
| 14.12.2005 | Wichren Sandanski (I)         | 2:1       | Marek Dupniza (I)          |
| 22.03.2006 | Tscherno More Warna (I)       | 3:2 n. V. | Lewski Sofia (I)           |
| 22.03.2006 | ZSKA Sofia (I)                | 1:0       | Litex Lowetsch (I)         |

## Viertelfinale
| Datum      |                            | Ergebnis              |                              |
| ---------- | -------------------------- | --------------------- | ---------------------------- |
| 12.04.2006 | Pirin 1922 Blagoewgrad (I) | 1:1 n. V. (4:5 i. E.) | PFC Naftex Burgas (I)        |
| 12.04.2006 | FK Schumen 2001 (II)       | 2:1 n. V.             | Rilski Sportist Samokow (II) |
| 12.04.2006 | ZSKA Sofia (I)             | 4:1                   | Beroe Stara Sagora (I)       |
| 12.04.2006 | Wichren Sandanski (I)      | 0:2 n. V.             | Tscherno More Warna (I)      |

## Halbfinale
| Datum      |                      | Ergebnis  |                         |
| ---------- | -------------------- | --------- | ----------------------- |
| 03.05.2006 | FK Schumen 2001 (II) | 1:2 n. V. | Tscherno More Warna (I) |
| 03.05.2006 | ZSKA Sofia (I)       | 4:1       | PFC Naftex Burgas (I)   |

## Finale
| Paarung             | ZSKA Sofia – Tscherno More Warna |
| Ergebnis            | 3:1 (3:0) |
| Datum               | 24. Mai 2006 |
| Stadion             | Wassil-Lewski-Stadion, Sofia |
| Zuschauer           | 7.216 |
| Schiedsrichter      | Santiago Rodríguez ( Spanien) |
| Tore                | 1:0 Emil Gargarow (12.) 2:0 Emil Gargarow (28.) 3:0 Guillaume Dah Zadi (34.) 3:1 Masena Moke (90.+3') |
| ZSKA Sofia          | Ilko Pirgow – Walentin Iliew, Aleksandar Tuntschew, Kiril Kotew (63. Iwan Iwanow) – Sergej Jakirović (80. Georgi Iliew), Jordan Todorow, Tiago Silva, Mourad Hdiouad, Emil Gargarow – Welisar Dimitrow (75. Christo Janew), Guillaume Dah Zadi Cheftrainer: Plamen Markow                    |
| Tscherno More Warna | Krassimir Kolew – Stanislaw Stojanow, Miroslav Milošević, Adelino Lopes, Wesselin Watschew – Daniel Morales, Slawi Schekow (46. Dijan Gentschew), Petar Kostadinow (64. Wladko Kostadinow), Indaghi Donígio (70. Martin Christow) – Masena Moke, Georgi Wladimirow Cheftrainer: Jasen Petrow |
| Gelbe Karten        | Mourad Hdiouad, Guillaume Dah Zadi – Adelino Lopes |